# 에네르호다르

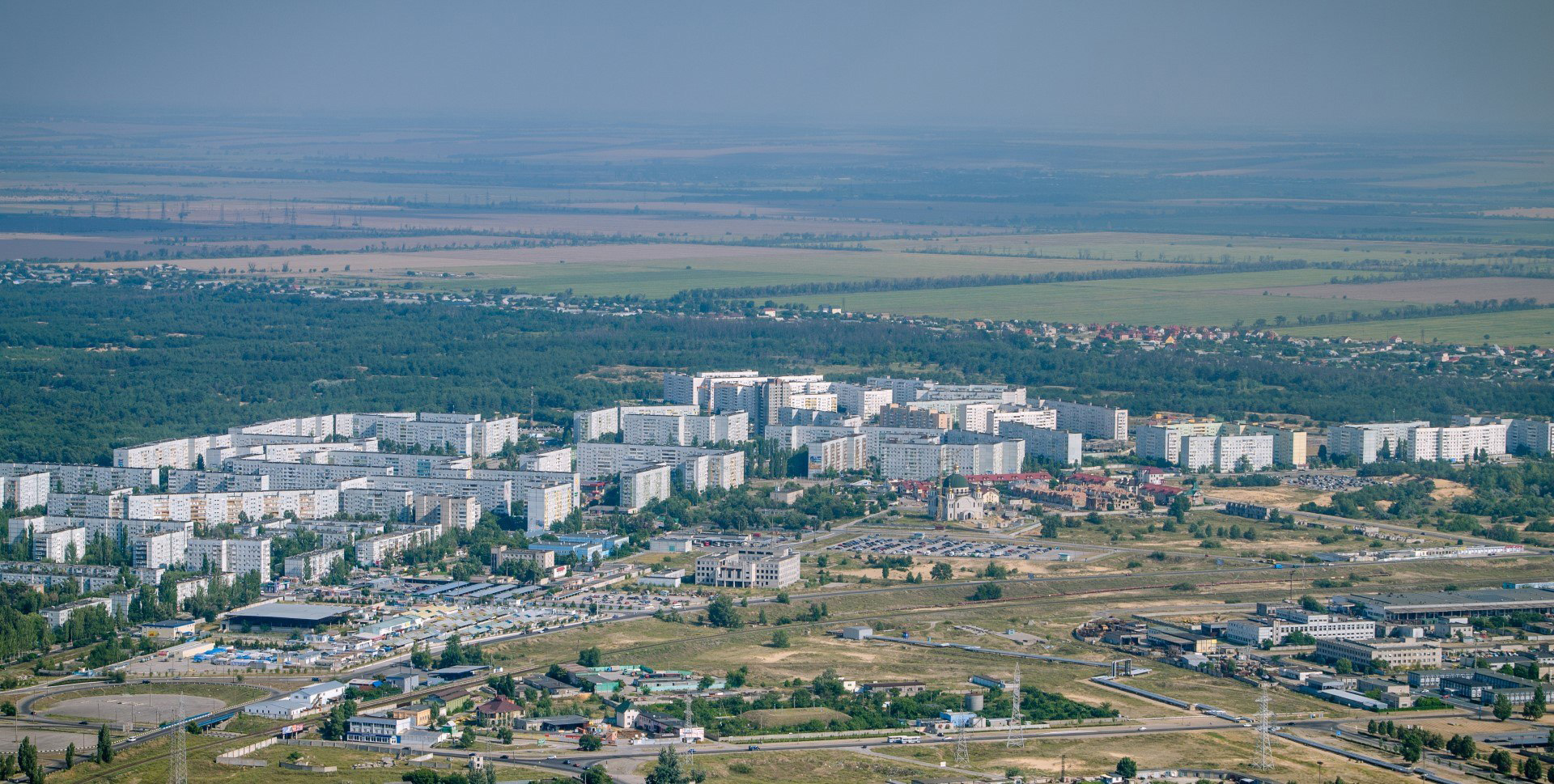

에네르호다르(우크라이나어: Енергодар, 러시아어: Энергодар 예네르고다르[*])는 우크라이나 자포리자주 북서부에 위치한 도시이다. 드니프로강 남안에 위치하며, 카호우카호를 사이에 두고 반대편에는 니코폴과 체르보노흐리호리우카(Червоногригорівка)가 있다. 바실리우카군에 속하며 2022년 추정 인구는 52,237명이다.
주요 산업은 전기 생산으로, 자포리자 화력 발전소와 자포리자 원자력 발전소가 위치해 있다. 도시의 역사는 1970년대 이들 발전소의 설립과 함께 시작되었다. 약 11,000명의 직원이 이 거대한 원자력 발전소에서 근무한다.
2022년 러시아의 우크라이나 침공 이후 에네르호다르 전투에서 러시아군이 승리하면서 2022년 초부터 러시아의 점령 하에 있다.

## 같이 보기
- 자포리자 원자력 발전소